# Bonner Straße 34 (Düren)

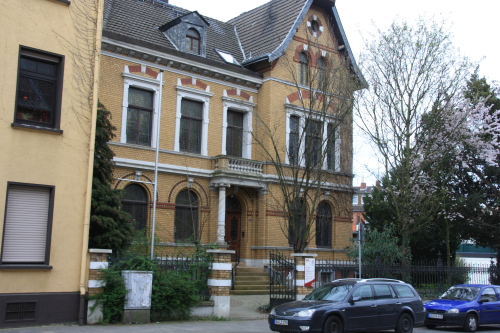
Haus Bonner Str. 34

Das Haus Bonner Straße 34 ist ein denkmalgeschütztes Gebäude in Düren (Nordrhein-Westfalen). 
Das Haus wurde 1890 erbaut. Es handelt sich um die ehemalige Villa Kappler. Die fünfachsige zweigeschossige Backsteinvilla hat eine Neorenaissance-Stuckierung. Im vorderen Bereich ist ein Portikus mit übergiebeltem Steinrisalit zu sehen. Die Parkanlage mit altem Baumbestand und schmiedeeisernem Gitter steht ebenfalls unter Denkmalschutz. 
Bis in die 1990er Jahre gehörte das Haus der Missionsgemeinschaft der Heiligen Familie. Dann wurde es von der Caritas gekauft, die heute dort den Sozialdienst katholischer Frauen, ein Frauenbüro und viele andere Projekte betreibt.
Das Bauwerk ist unter Nr. 1/016 in die Denkmalliste der Stadt Düren eingetragen.